# Wivanhoe Island
Wivanhoe Island är en ö i Kanada.   Den ligger i territoriet Nunavut, i den östra delen av landet, 1 800 km norr om huvudstaden Ottawa. Arean är 1,6 kvadratkilometer.
Terrängen på Wivanhoe Island är mycket platt. Öns högsta punkt är 29 meter över havet. Den sträcker sig 1,8 kilometer i nord-sydlig riktning, och 1,5 kilometer i öst-västlig riktning.
Trakten runt Wivanhoe Island består i huvudsak av gräsmarker.